# Ács
Ács là một thành phố thuộc hạt Komárom-Esztergom, Hungary. Thành phố này có diện tích 103,84 km², dân số năm 2010 là 7110 người, mật độ 68 người/km².